# مقام خولة بنت الحسين

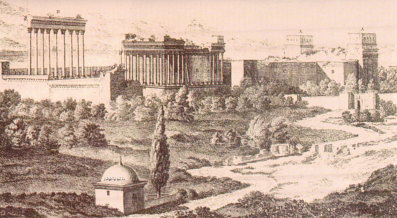
رسم لمرقد خولة وتظهر الهياكل الرومانية للفنان روبرت وود 1170 هجري

مقام أو مرقد السيدة خولة بنت الحسين يقع عند المدخل الجنوبي لمدينة بعلبك ومقابل مصرف لبنان وقد جُدد بناؤه عام 1077 هجري ، وهو أول ما يطالعك في هذه المدينة وقلعتها، وتحيط بالمقام الأشجار الصنوبرية والحرجية، ووسط بناء المقام شجرة سرو معمِّرة ونادرة عمرها يربو على مئات السنين، وقيل إنها واحدة من الأشجار التي زرعت مع بناء القلعة، وقد سجل هذا المكان في مديرية الآثار اللبنانية ، ويعتبر المكان محجاً للزوار من كافة المناطق اللبنانية.

## تاريخية الشخصية
خولة بنت الحسين يُنسب إليها مقام خولة بنت الحسين في بعلبك، لكن لا ذكر لها في المصادر التاريخية، بينما ظهر اسمها في المصادر الحديثة، وهناك اختلاف حول حقيقة وجود ابنة للحسين بن علي بهذا الاسم، وجاء في دائرة المعارف الحسينية أنها ماتت أثناء المسير من الكوفة إلى الشام في محرم 61 هـ.

## اكتشاف القبر
يروى أن رجلاً من آل جاري صاحب البستان الذي يحوي قبرها رأى طفلة صغيرة جليلة في منامه، فقالت له: (أنا خولة بنت الحسين مدفونة في بستانك) وعينت له المكان وأمرته بالقول: ((حوّل الساقية (ساقية مياه رأس العين) عن قبري لأن المياه تؤذيني)). فالمياه كانت آسنة، لكن الرجل لم يلتفت للأمر، فجاءته ثانية وثالثة ورابعة حتى انتبه الرجل فزعاً من هذه الرؤى، فهرع عندها للاتصال بنقيب السادة من آل مرتضى في بعلبك وقصَّ عليه الرؤيا، فذهب النقيب ومن حضر من الأهالي وحفروا المكان المشار إليه، وإذ بهم أمام قبر يحوي طفلة ما تزال غضة طرية، فأزاحوا البلاطات واستخرجوا جسدها ونقلوها بعيداً عن مجرى الساقية وبنوا فوقه قبة صغيرة للدلالة عليه.
وما إن ذاع صيت الحادثة التي يعود عمرها لمئتي عام تقريبا حتى توافد إلى زيارة المقام العديد من الناس فأصبح مشهدها مزاراً يأتيه العوام من مختلف المناطق والأطراف والبلاد لا سيما أيام عاشوراء والأربعين والجمعات والأعياد والمناسبات.

## وصف المقام وتطوره العمراني
في إطلالة على وصف المقام وتطوره العمراني نلاحظ أن المقام كان عبارة عن بناء حجري مربع (غرفة) طول ضلعه ستة أمتار يحوي الضريح الذي يضطجع في الزاوية الشمالية الغربية على يمين الداخل، وقد أقيم فوقه صندوق خشبي مزخرف بآيات قرآنية وأشكال هندسية، وللمقام جدران سميكة تحمل أربعة عقود حجرية مقوّسة تعلوها قبة حجرية صغيرة، وقد توسط محراب بسيط الجدار الجنوبي، وتشير البلاطات الخارجية إلى وجود مسجد صغير كان بإزاء المزار الذي تظلله شجرة سرو قديمة العهد المعروفة بنموها البطيء وباخضرارها الدائم. وقد قيل عنها أنها إحدى الشجيرات اليتيمات التي كانت ضمن الجنائن الرومانية الشهيرة والتي كانت محيطة بالمعابد الرومانية في العصر الروماني (64 ق.م. عام 330 م). وقيل أيضاً: إنها زرعت للدلالة أو العلامة وكأن حولها أو قربها شيئاً مقصوداً، إذ يتردد بين العوام أن الإمام زين العابدين أمر بزرعها للاستدلال من خلالها على ضريح السيدة خولة.
في عام 1416 هجري تم توسعة المقام بمبادرة الجمهورية الإسلامية الإيرانية فأصبح المقام بحالته الحالية، مقاما كبيرا يتألف من قفص حديدي كبير، يتخلل هذا القفص فتحات صغيرة على شكل نوافذ، وبداخل هذا القفص احتفظ بالقفص الخشبي الصغير والقديم والذي يحتوي بداخلة ضريح السيدة خولة.
وهذا القفص الحديدي مزدان بآيات قرآنية وأحاديث نبوية وأقوال لأئمة أهل البيت من جميع الجهات. ثم لو نظرت إلى جدران المقام العالية فكيفما توجه نظرك تجد أقوال وأحاديث مزخرفة بطريقة جميلة يختلط فيها الألوان ما بين الأزرق والأبيض والكحلي، بطريقة تبهر النظر، حتى كتابة الأقوال والآيات القرآنية فقد كتبت بخطوط عربية مختلفة الأشكال والألوان.

## رواية مناقضة
الرواية المتقدمة مشهورة بين الناس بشكل كبير، ولكن هناك من العلماء والمؤرخين من لا يرى صحة نسبة المقام للسيدة خولة، ويرى أن هذا لم يرد في أي نص تاريخي معتبر.